# Éric Canal-Forgues
Pour les articles homonymes, voir Canal et Forgues.
Éric Canal-Forgues dit Éric Alter est agrégé de droit public et professeur de droit international public et économique.

## Ouvrage
- Le règlement des différends à l'OMC d'Éric Canal-Forgues - 3 ed., 2008, édition Bruylant